# Chinees voetbalelftal (vrouwen)
Het Chinees vrouwenvoetbalelftal is een voetbalteam dat uitkomt voor China bij internationale wedstrijden en competities, zoals het AFC kampioenschap.

## Prestaties op eindronden

### Wereldkampioenschap
| Jaar   | Resultaat           | Wed                 | W                   | G                   | V                   | DV                  | DT                  |
| ------ | ------------------- | ------------------- | ------------------- | ------------------- | ------------------- | ------------------- | ------------------- |
| 1991   | Kwartfinale         | 4                   | 2                   | 1                   | 1                   | 10                  | 4                   |
| 1995   | Vierde plaats       | 6                   | 2                   | 2                   | 2                   | 11                  | 10                  |
| 1999   | Runner-up           | 6                   | 5                   | 1                   | 0                   | 19                  | 2                   |
| 2003   | Kwartfinale         | 4                   | 2                   | 1                   | 1                   | 3                   | 2                   |
| 2007   | Kwartfinale         | 4                   | 2                   | 0                   | 2                   | 5                   | 7                   |
| 2011   | Niet gekwalificeerd | Niet gekwalificeerd | Niet gekwalificeerd | Niet gekwalificeerd | Niet gekwalificeerd | Niet gekwalificeerd | Niet gekwalificeerd |
| 2015   | Kwartfinale         | 5                   | 2                   | 1                   | 2                   | 4                   | 4                   |
| 2019   | Achtste finale      | 4                   | 1                   | 1                   | 2                   | 1                   | 3                   |
| / 2023 | Groepsfase          | 3                   | 1                   | 0                   | 2                   | 2                   | 7                   |
| Totaal | 8/9                 | 36                  | 17                  | 7                   | 12                  | 55                  | 39                  |

### Olympische Spelen
| Jaar   | Resultaat           | Wed                 | W                   | G                   | V                   | DV                  | DT                  |
| ------ | ------------------- | ------------------- | ------------------- | ------------------- | ------------------- | ------------------- | ------------------- |
| 1996   | Runner-up           | 5                   | 3                   | 1                   | 1                   | 11                  | 5                   |
| 2000   | Eerste ronde        | 3                   | 1                   | 1                   | 1                   | 5                   | 4                   |
| 2004   | Eerste ronde        | 2                   | 0                   | 1                   | 1                   | 1                   | 9                   |
| 2008   | Kwartfinale         | 4                   | 2                   | 1                   | 1                   | 5                   | 4                   |
| 2012   | Niet gekwalificeerd | Niet gekwalificeerd | Niet gekwalificeerd | Niet gekwalificeerd | Niet gekwalificeerd | Niet gekwalificeerd | Niet gekwalificeerd |
| 2016   | Kwartfinale         | 4                   | 1                   | 1                   | 2                   | 2                   | 4                   |
| Totaal | 5/6                 | 18                  | 7                   | 5                   | 6                   | 24                  | 26                  |

### CONCACAF Gold Cup
Het Chinese elftal werd eenmaal uitgenodigd om deel te nemen aan de CONCACAF Gold Cup.
| Jaar   | Resultaat    | Wed | W | G | V | DV | DT |
| ------ | ------------ | --- | - | - | - | -- | -- |
| 2000   | Derde plaats | 5   | 4 | 0 | 1 | 24 | 6  |
| Totaal | 1/9          | 5   | 4 | 0 | 1 | 24 | 6  |

## Selecties
Interlands en doelpunten bijgewerkt tot en met de wedstrijd China  (0 - 2)  Italië op 25 juni 2019.

### Huidige selectie
| Huidige selectie van China | Huidige selectie van China | Huidige selectie van China | Huidige selectie van China | Huidige selectie van China |
| №                          | Naam                       | Wed.                       | Dlpnt.                     | Club                       |
| -------------------------- | -------------------------- | -------------------------- | -------------------------- | -------------------------- |
| Doel                       |                            |                            |                            |                            |
| 1                          | Xu Huan                    | 1                          | 0                          | Beijing Phoenix            |
| 12                         | Peng Shimeng               | 19                         | 0                          | Jiangsu Suning             |
| 18                         | Bi Xiaolin                 | 35                         | 0                          | Dalian Quanjian            |
| Verdediging                |                            |                            |                            |                            |
| 2                          | Liu Shanshan               | 114                        | 1                          | Beijing Phoenix            |
| 3                          | Lin Yuping                 | 17                         | 0                          | Wuhan Jianghan University  |
| 5                          | Wu Haiyan                  | 118                        | 0                          | Wuhan Jianghan University  |
| 8                          | Li Jiayue                  | 67                         | 1                          | Shanghai                   |
| 13                         | Wang Yan                   | 31                         | 0                          | Beijing Phoenix            |
| 14                         | Wang Ying                  | 4                          | 0                          | Wuhan Jianghan University  |
| 16                         | Li Wen                     | 33                         | 3                          | Dalian Quanjian            |
| Middenveld                 |                            |                            |                            |                            |
| 6                          | Han Peng                   | 97                         | 4                          | Guangdong Huijun           |
| 19                         | Tan Ruyin                  | 53                         | 1                          | Guangdong Huijun           |
| 20                         | Zhang Rui                  | 149                        | 24                         | Changchun Zhuoyue          |
| 21                         | Yao Wei                    | 18                         | 3                          | Wuhan Jianghan University  |
| 22                         | Luo Guiping                | 1                          | 0                          | Guangdong Huijun           |
| 23                         | Liu Yanqui                 | 2                          | 0                          | Wuhan Jianghan University  |
| Aanval                     |                            |                            |                            |                            |
| 4                          | Lou Jiahui                 | 114                        | 4                          | Henan Huishang             |
| 7                          | Wang Shuang                | 100                        | 26                         | Paris Saint-Germain        |
| 9                          | Yang Li                    | 63                         | 31                         | Jiangsu Suning             |
| 10                         | Li Ying                    | 111                        | 27                         | Guangdong Huijun           |
| 11                         | Wang Shanshan              | 136                        | 46                         | Dalian Quanjian            |
| 15                         | Song Duan                  | 25                         | 7                          | Dalian Quanjian            |
| 17                         | Gu Yasha                   | 121                        | 13                         | Beijing Phoenix            |
| Bondscoach: Jia Xiuquan    |                            |                            |                            |                            |

### Wereldkampioenschap
| Selectie van China bij het Wereldkampioenschap 2019 | Selectie van China bij het Wereldkampioenschap 2019 | Selectie van China bij het Wereldkampioenschap 2019 | Selectie van China bij het Wereldkampioenschap 2019 | Selectie van China bij het Wereldkampioenschap 2019 |
| №                                                   | Naam                                                | Wed.                                                | Dlpnt.                                              | Club                                                |
| --------------------------------------------------- | --------------------------------------------------- | --------------------------------------------------- | --------------------------------------------------- | --------------------------------------------------- |
| Doel                                                |                                                     |                                                     |                                                     |                                                     |
| 1                                                   | Xu Huan                                             | 0                                                   | 0                                                   | Beijing Phoenix                                     |
| 12                                                  | Peng Shimeng                                        | 4                                                   | 0                                                   | Jiangsu Suning                                      |
| 18                                                  | Bi Xiaolin                                          | 0                                                   | 0                                                   | Dalian Quanjian                                     |
| Verdediging                                         |                                                     |                                                     |                                                     |                                                     |
| 2                                                   | Liu Shanshan                                        | 4                                                   | 0                                                   | Beijing Phoenix                                     |
| 3                                                   | Lin Yuping                                          | 4                                                   | 0                                                   | Wuhan Jianghan University                           |
| 5                                                   | Wu Haiyan                                           | 4                                                   | 0                                                   | Wuhan Jianghan University                           |
| 8                                                   | Li Jiayue                                           | 0                                                   | 0                                                   | Shanghai                                            |
| 13                                                  | Wang Yan                                            | 3                                                   | 0                                                   | Beijing Phoenix                                     |
| 14                                                  | Wang Ying                                           | 0                                                   | 0                                                   | Wuhan Jianghan University                           |
| 16                                                  | Li Wen                                              | 1                                                   | 0                                                   | Dalian Quanjian                                     |
| Middenveld                                          |                                                     |                                                     |                                                     |                                                     |
| 6                                                   | Han Peng                                            | 4                                                   | 0                                                   | Guangdong Huijun                                    |
| 19                                                  | Tan Ruyin                                           | 1                                                   | 0                                                   | Guangdong Huijun                                    |
| 20                                                  | Zhang Rui                                           | 4                                                   | 0                                                   | Changchun Zhuoyue                                   |
| 21                                                  | Yao Wei                                             | 4                                                   | 0                                                   | Wuhan Jianghan University                           |
| 22                                                  | Luo Guiping                                         | 0                                                   | 0                                                   | Guangdong Huijun                                    |
| 23                                                  | Liu Yanqui                                          | 0                                                   | 0                                                   | Wuhan Jianghan University                           |
| Aanval                                              |                                                     |                                                     |                                                     |                                                     |
| 4                                                   | Lou Jiahui                                          | 2                                                   | 0                                                   | Henan Huishang                                      |
| 7                                                   | Wang Shuang                                         | 4                                                   | 0                                                   | Paris Saint-Germain                                 |
| 9                                                   | Yang Li                                             | 4                                                   | 0                                                   | Jiangsu Suning                                      |
| 10                                                  | Li Ying                                             | 3                                                   | 1                                                   | Guangdong Huijun                                    |
| 11                                                  | Wang Shanshan                                       | 4                                                   | 0                                                   | Dalian Quanjian                                     |
| 15                                                  | Song Duan                                           | 2                                                   | 0                                                   | Dalian Quanjian                                     |
| 17                                                  | Gu Yasha                                            | 4                                                   | 0                                                   | Beijing Phoenix                                     |
| Bondscoach: Jia Xiuquan                             |                                                     |                                                     |                                                     |                                                     |